# Corrèze (rivier)
De Corrèze is een rivier in de Franse regio Limousin. Hij ontspringt in het Centraal Massief, op het plateau van Millevaches, en mondt uit in de Vézère in Brive-la-Gaillarde.
De belangrijkste zijrivieren zijn de Pradines, de Vimbelle, de Solane, de Céronne, de Montane en de Couze. De rivier blijft binnen het departement dat zijn naam draagt; steden aan de rivier zijn Tulle en Brive-la-Gaillarde.